# رئيس منظمة التحرير الفلسطينية
رئيس اللجنة التنفيذية لمنظمة التحرير الفلسطينية أو رئيس منظمة التحرير الفلسطينية هو رئيس اللجنة التنفيذية لمنظمة التحرير الفلسطينية وهي الهيئة التنفيذية لمنظمة التحرير الفلسطينية التي أنشئت في 1964 ويمثل الرئيس منظمة التحرير الفلسطينية والشعب الفلسطيني أمام المجتمع الدولي مثل الأمم المتحدة. يتم اختيار الرئيس من قبل أعضاء منظمة التحرير الفلسطينية.
منظمة التحرير الفلسطينية تمثل شعب دولة فلسطين مع ميثاق الأمم المتحدة الفصل الثاني عشر المادة 85 مدير جهاز الأمم المتحدة تمرير المادة 84 القرار المؤرخ 22 نوفمبر 1974 في الجمعية العامة للأمم المتحدة 3236.
الجمعية العامة للأمم المتحدة التي تتصرف بموجب الفصل الرابع المادة 10 «النطاق والصلاحيات» تم إقرارها في 22 نوفمبر 1974 الجمعية العامة للأمم المتحدة 3237 قرار منح منظمة التحرير الفلسطينية مركز المراقب لدى الأمم المتحدة.
وافقت الجمعية العامة للأمم المتحدة مرة أخرى بموجب الفصل الرابع المادة 10 «النطاق والصلاحيات» في 4 ديسمبر 2012 أ / آر إي إس / 67/19 المؤرشفة في 8 ديسمبر 2015 على آلة واي باك مشين بمنح الجمعية العامة للأمم المتحدة حالة المراقب في الأمم المتحدة.
رئيس السلطة الفلسطينية ليس مرادفا ل A / آر إي إس / 67/19 دولة فلسطين رئيس: الرئيس بالنيابة هو اللجنة التنفيذية لمنظمة التحرير الفلسطينية 16 منظمة التحرير الفلسطينية رئيس منظمة التحرير الفلسطينية.

## التاريخ

### إعلان استقالة 2015
في 22 أغسطس 2015 أعلن محمود عباس استقالته كعضو ورئيس اللجنة التنفيذية. ومع ذلك كان يجب أن يوافق على استقالته من قبل المجلس الوطني الفلسطيني وهو البرلمان الشامل لدولة فلسطين والذي يضم أيضا المجلس التشريعي الفلسطيني. أعلنت اتفاقية للشرطة المدنية الوطنية في 15 سبتمبر.
رأى العديد من الفلسطينيين في المشهد السياسي أن هذه الخطوة مجرد محاولة لاستبدال بعض الأعضاء في اللجنة التنفيذية أو إجبار اجتماع للمجلس الوطني الفلسطيني والبقاء في وظائفهم حتى يقرر المجلس الوطني الفلسطيني قبول أو رفض استقالاتهم.
تأجلت الدورة الأولى للمجلس الوطني منذ ما يقرب من 20 عاما إلى أجل غير مسمى بعد أن واجهت انتقادا شديدا من جانب العديد من الفصائل الفلسطينية. كان أعضاء اللجنة التنفيذية الذين أعلنوا استقالتهم يستمرون في شغل مناصبهم حتى يجتمع المجلس الوطني الفلسطيني.

## قائمة الرؤساء (1964 إلى الوقت الحاضر)
| التسلسل | الصورة | الاسم (الكنية) (المولد-الوفاة)      | الفترة         | الفترة                         | الفصيل                  | الملاحظات                                                                                          |
| ------- | ------ | ----------------------------------- | -------------- | ------------------------------ | ----------------------- | -------------------------------------------------------------------------------------------------- |
| 1       |        | أحمد الشقيري (1908–1980)            | 10 يونيو 1964  | 24 ديسمبر 1967                 | حزب الاستقلال الفلسطيني | مؤسس المنظمة و اول رئيس لها                                                                        |
| 2       |        | يحيى حمودة (1908–2006)              | 24 ديسمبر 1967 | 3 فبراير 1969                  | حزب الاستقلال الفلسطيني | بعد جرى إعادة تشكيل اللجنة التنفيذية لمنظمة التحرير الفلسطينية، انتخب المحامي يحيي حمودة رئيساً لها |
| 3       |        | ياسر عرفات (أبو عمار) (1929–2004)   | 4 فبراير 1969  | 11 نوفمبر 2004 (توفي في منصبه) | فتح                     | في المنفى في الأردن (أبريل 1971) ثم لبنان (1971 - ديسمبر 1982) ثم تونس (ديسمبر 1982 - مايو 1994).  |
| 4       |        | روحي فتوح (1949- )                  | 11 نوفمبر 2004 | 15 يناير 2005                  | فتح                     | بعد وفاة ياسر عرفات استلم المنصب                                                                   |
| 5       |        | محمود عباس (أبو مازن) (ولد في 1935) | 15 يناير 2005  | مازال                          | فتح                     | بالنيابة عن روحي فتوح في 15 يناير 2005 وأعلن استقالته في 22 أغسطس 2015.                            |

## ببليوغرافيا
- سيلفربورغ، سانفورد ر. (2002). فلسطين والقانون الدولي: مقالات عن السياسة والاقتصاد. جيفرسون: مكفارلاند وشركائه. ISBN:0-7864-1191-0{{استشهاد بكتاب}}:  صيانة الاستشهاد: postscript (link)